# ギグワーカー
ギグワーカー（英: Gig worker）は、プラットフォーマーを介する形で仕事を受ける就業者。ギグワーカーは、オンデマンドの企業と正式な労働契約を結び、企業の顧客にサービスを提供する。 
プラットフォーマーを介する就業形態はギグワーカーまたはクラウドワーカーと呼ばれるが各国で対応に違いが見られる。米国では独立業務請負人（独立請負業者、インディペンデントコントラクター、英: independent contractor; IC）、オンラインプラットフォーム労働者（英: online platform worker）、契約事務所労働者（英: contract firm worker）、オンコール労働者（英: on-call worker）、および臨時労働者（英: temporary worker）  の総称をいう。
ドイツ連邦労働社会省の委託研究報告書500『プラットフォーム経済とクラウドワーク；主要関係者の戦略と意見の分析』50（「BMAS委託研究報告書」）では、場所に依存した役務提供をギグワーキング、
インターネット上など場所から独立した役務提供をクラウドワーキングとしている。

## 背景
2000年代に入り、インターネットなどの情報通信技術の発達やスマートフォンの普及により、経済・産業のデジタル化が急速に進んだ。その結果、デジタルテクノロジーに基づくオンデマンドプラットフォームは、アクセシビリティ、利便性、価格競争力に基づく既存のオフライントランザクションとは異なる仕事と雇用形態を生み出し、いわゆるギグエコノミー（Gig economy）が注目されている。一般に、「仕事（work）」とは、福利厚生を含む、設定された労働時間を持つフルタイムの労働者として説明される。しかし、労働条件の定義は、経済状況の変化と技術の進歩の継続とともに変化し始め、経済の変化は、独立した契約労働などを特徴とする新しい労働力を生み出した。
音楽領域の英語で、ライブハウスでの短い演奏セッションやクラブでの一度限りの演奏を意味するスラング「ギグ（gig）」に由来する。

## 臨時労働者とギグワーカーの違い
従来の労働者は、雇用主と従業員の長期的な関係にあり、労働者は1時間または1年ごとに給与を受け取り、賃金または給与を稼いでる。その取り決めの外では、仕事は一時的である傾向があるか、またはプロジェクトベースの労働者が特定のタスクを完了するために、または一定期間雇用される。オンデマンド企業による仕事の調整により、プロバイダーの参入および運用コストが削減され、労働者の参加がギグ市場でより一時的になる（つまり、労働時間の柔軟性が高まる） 。フリーランサーは自分のスキルを売り込んで自由を最大限に高め、フルタイムのギグワーカーはプラットフォームを活用してスキルをレベルアップする。

## 長所と短所
ギグワーカーは、高いレベルの柔軟性、自律性、タスクの多様性、複雑さを備えている。
しかし、ギグエコノミーもいくつかの懸念を引き起こしている。第1に、これらの仕事は一般に、雇用主が提供する福利厚生と職場保護をほとんど提供しない。第2に、職場で発生する技術開発により、1935年のワーグナー法や1938年の公正労働基準法などの雇用規則が書かれたときには想像もできなかった「従業員」と「雇用者」という用語の法的定義が曖昧になった。これらの制御メカニズムは、低賃金、社会的孤立、非社会的で不規則な時間の労働、過労、睡眠不足および疲弊をもたらす。

## 各国の状況

### 統計
2018年の記事によると、米国の労働者の36％は、一次または二次の仕事（job）を通じてギグエコノミーに参加している  。調査によると、ヨーロッパでは、EUの14か国の成人の9.7％が2017年にギグエコノミーに参加し、主要経済圏で働く人々の数は、一般的に経済的に実行可能な人口の10％未満となった。一方、2019年の報告では、ギグワーカーの規模は、独立型または非従来型の労働者を含み、米国およびヨーロッパの経済活動人口の20％〜30％であると推定されている。
日本では「インターネットを通じて単発の仕事を請け負う人」、その代表としてUber Eatsの配達員を指し、2020年6月の記事の中で「米国では5千万人、日本でも1千万人を超す人たちが副業を含めたギグワークに従事しているという調査報告」を紹介している。

### アメリカ
ギグワーカーの雇用の状況は、2016年の報告では、ほぼ10人に1人のアメリカ人（8％）が、デジタルプラットフォームを使用して仕事または仕事を引き受けることで、2015年に収入を得ている。その間、ほぼ5人に1人のアメリカ人（18％）が何かをオンラインで販売することによってお金を稼いでおり、1％が自宅共有サイトで自分の家を貸し出している。これら3つの活動の少なくとも1つを実行したすべての人を合計すると、アメリカの成人の約24％が、昨年「プラットフォーム経済」でお金を稼いでいる。

#### 法規制
請負業者とは対照的に、従業員は雇用主からForm W-2（日本の源泉徴収票に相当）を受け取る。雇用主は給与税を控除するために一定の給付を提供する義務があり、最低賃金および差別禁止法の適用を受ける。 多くの場合、派遣会社と下請けの仕事はW-2の仕事であるが、W-2は労働者が仕事をすると報告した会社ではなく請負会社によって発行される 。

#### 税金
独立請負業者の場合、給与税と源泉徴収税は控除されず、どちらの当事者も従来の従業員に適用されるのと同じ規則と規制の対象にはならない。ただし、独立請負業者は自営業税と四半期ごとに見積もられた税金を支払う必要がある。

### イギリス
イギリスの2018年のテイラー報告書では労務供給者を「労働者」、「就労者」、「自営業者」に分ける三区分方式を維持したが、就労者概念を「依存的契約者」（dependent contractor）に変更して対象を広げるべきと提案している。

### ドイツ
ドイツ連邦労働社会省の2016年「白書労働 4.0」では自営業者について「労働者類似の者」の法制度、家内労働法による保護の可能性を示唆している。
ドイツ労働総同盟（DGB）は家内労働法の適用を評価しているほか、ドイツ金属産業労働組合（IG Metall）も家内労働法の準用を提案している。しかし、統一サービス労組（Ver.di）は既存の古い法律（家内労働法）を無理に準用するのではなく自営のギグワーカーの保護のための新法を作るよう主張している。

### 韓国
ギグワーカーは、副業とデリバリービジネスを中心に広がっている。Kakaoはドライバーを雇って代理運転のシステムを構築し、「Vamin Connect」と呼ばれる近距離配達による配達の急増する需要に応えている。仕事だけでなく、プロのフリーランサーのためのギグワークプラットフォームが存在する。熟練した専門家を求めている人とスキルのある人をつなぐプラットフォームは、設計、マーケティング、コンピュータープログラミング、翻訳、文書作成、レッスンなど、10種類のサービスにアクセスできる。しかし、韓国では「ギグワーカー」はまだ大歓迎されていない。これは、多くの「ギグワーカー」が既存のサービスと競合し、社会的および法的準備の欠如を露呈しているためである。

## 予測
大規模なデータは不足しているが、過去20年間で、ギグワーカーの数は増加している。
テクノロジーの継続的な進歩により、ギグワークの活動が増える可能性がある。オンライン技術は新しい形態の労働を可能にし、それによって職場を形成し続け、ギグエコノミーに変化をもたらす可能性を秘めている。
最も重要なのは、ギグワークの出現は孤立した傾向ではなく、経済の幅広い変化に関連している。グローバリゼーションとテクノロジーの進歩は、市場の変化に迅速に対応するよう企業に圧力をかけている。ギグワークなどの非伝統的な協定を通じて労働力を確保することで、企業は労働力の規模を迅速に調整できるようになる。これにより、企業は利益を増やすことができる。この観点から見ると、型破りなギグワークは今日の経済の基本的な要素であり、すぐになくなる可能性は、ほとんどない。